# Václav Sivko
Václav Sivko (29. květen 1923, Praha – 11. březen 1974, Praha) byl český malíř, grafik, ilustrátor a scénograf.

## Život
V letech 1942–1943 studoval u profesora Jaroslava Vodrážky na Státní grafické škole v Praze. V roce 1943 studoval rovněž u jevištního výtvarníka, profesora Františka Tröstera na Vysoké škole uměleckoprůmyslová v Praze. V letech 1944–1945 pracoval jako asistent v ateliéru Josefa Sudka. Po válce pracoval jako redaktor v řadě časopisů. V letech 1956–1965 byl výtvarným redaktorem nakladatelství Mladá fronta, v letech 1967–1968 v nakladatelství Albatros.

## Dílo
Věnoval se grafice (lept, suchá jehla), ilustraci a grafické úpravě knih. Upravil více nez 500 knih. Známé jsou jeho portréty Josefa Sudka či Jana Zrzavého. V roce 1943 se stal členem Umělecké besedy, v roce 1945 pak SČUG Hollar a Skupiny 29. augusta v Bratislavě.

## Výstavy

### Samostatné výstavy
- 1947 Umělecká beseda, Praha
- 1947 Bratislava
- 1950 Galerie Československého spisovatele, Praha (spolu s P. Radovou)
- 1953, 1954, 1956, 1959 výstavní síň SČUG Hollar, Praha
- 1964 Městské muzeum Prostějov
- 1964 Galerie Fronta, Praha
- 1969 Dům umění města Brna
- 1979 Galerie Fronta, Praha
- 1998 Přátelé: Sudek a Sivko, Galerie Ztichlá klika, Praha [1]
- 2003 Vzpomínky z archivu, výstavní síň SČUG Hollar, Praha
- 2022 Obrazy a kresby ze 40. let minulého století, Galerie Ztichlá klika, Praha